# 同性結婚
|  | 同性愛を合法とする国       |  |                                       |
|  | 結婚1                      |  | 結婚は認められているが法的適用は無し1 |
|  | シビル・ユニオン           |  | 事実婚                                |
|  | 同性結婚は認められていない |  | 表現や団体の自由を法的に制限          |
|  | 同性愛を違法とする国       |  |                                       |
|  | 強制的罰則はない2          |  | 拘禁                                  |
|  | 終身刑                     |  | 死刑                                  |

同性結婚（どうせいけっこん、英: same-sex marriage）は、法律上の性別が同じ2人（男性と男性、女性と女性）が結婚すること。同性間結婚（どうせいかんけっこん）もしくは同性婚（どうせいこん）ともいう。2025年の時点で、総人口15億人（世界人口の20%）を有する38ヶ国で同性カップルの結婚が合法的に行われ認められている。最新で同性結婚を合法化した国は、タイ王国である。
日本国内での同性結婚およびパートナーシップ制度については、「日本における同性結婚」を参照。
法域にもよるが、このような関係には、男女の夫婦と同じく、ある種の社会的な権利が付与され、法的な保障や保護が行われる。多くの場合、性別のカテゴリーが同じ者同士が男女の夫婦のように家族としての親密さを基礎として、社会的にも経済的にもパートナーシップを築き、それを維持することを指す。
国際連合加盟国は196ヶ国ある中、2025年現在で38ヶ国において同性婚が認められ、2023年3月現在で30ヶ国において同性カップルに対して婚姻とほぼ同等の代替制度が認められている。
仏教や神道では同性愛に対する言及が無いため、宗教由来の同性愛者への刑罰は無かった。逆に、アブラハムの宗教（ユダヤ教、キリスト教、イスラム教）における旧約聖書『創世記』では、ソドムという町の住民たちが「男性同性愛者であった」こと、そこが神（ヤハウェ）により滅ぼされたという伝承を載っている。そのため、キリスト教圏、イスラム教圏、ユダヤ教徒、更にはヒンズー教徒からは同性愛そのものが宗教的異端視されており、刑事罰の対象とされてきた。しかし、キリスト教圏において1989年にデンマークで世界で初めて、同性カップルに異性カップルが結婚している場合に認められるものとほとんど同じ権利が認められる「登録パートナーシップ法」が作られた。2001年にはオランダで初の同性結婚制度が始まった。そしてユダヤ人が建国したイスラエルでも、ユダヤ教ではタブーであるために同性結婚は導入しないものの、シビルユニオンの形では同性愛を容認している。ヒンズー教徒が多数派であるインドの最高裁判所は2018年に同性間性行為者を処罰する刑法の規定がインド憲法に違反するとの判決を下したものの、同性結婚・シビルユニオン・「同性カップルによる養子縁組」は認めなかった。イスラム教は宗教理由で同性愛を最も異端としており、同性愛者は基本的にイスラム教信者から敵視されている。特に憲法や自国の司法をイスラム法（シャリーア）に義務付けている40前後の国・地域では、同性結婚禁止と同性愛に対する刑罰が憲法に規定さされており、同性愛自体が犯罪化されている。イスラム教国でも特にイランなどでは同性愛者は死刑対象となっている。
この制度の利用者は同性愛者（男性：ゲイ、女性：レズビアン）なので同性愛結婚（どうせいあいけっこん）や同性愛者の結婚（どうせいあいしゃのけっこん）と呼ばれることもある。また英語（en:same-sex marriage）では主に「same-sex marriage（同性結婚）」もしくは「gay marriage（ゲイ の結婚）」と表記される。

## 概説
現代では、2001年4月1日にオランダで初めて同性カップルに結婚の平等が認められたのが世界で初めて同性結婚が導入された実例である（オランダの同性結婚）。
ただし、友愛関係を基礎とした異性愛者同士の同性結婚が行われる場合もありうる が、それは異性結婚の場合も同様であり、友愛関係を基礎とした異性結婚が行われる場合もあり、このような結婚を「友達婚」と呼ぶ。同性結婚を法律婚に含んでいないが罰してもいない国では、国内の民間団体が法的効力は無いイベントとして主催しているケースもある。同様の例として、第21回参議院議員通常選挙で民主党の比例代表候補として出馬していた尾辻かな子が2007年6月にHIV予防啓発団体「ANGEL LIFE　NAGOYA」主催でパートナーで選挙事務所スタッフである木村真紀と結婚式を挙げている。
21世紀初年の2001年4月1日にオランダで世界初の同性結婚（異性同士の結婚と同一の婚姻制度）の法制化が行われて以降、ヨーロッパを中心として容認の流れが広がっている。2006年7月29日、LGBT（性的少数者）の権利の擁護と国際人権法確立を目的とした「モントリオール宣言」が採択され、性的指向による差別禁止や社会参加の観点から、同性結婚や登録パートナシップ制度の必要性が盛り込まれた。この宣言の採択には、当時の国連人権高等弁務官であったルイーズ・アルブールが大きな役割を果たした。さらに同年11月6日から9日にかけて、インドネシアで国際法律家委員会や前国際連合人権委員会のメンバーが中心となって議決された「ジョグジャカルタ原則」の第3条と第24原則においても、同性結婚の必要性が示唆された。欧州評議会もこれらの宣言や原則を重視している。さらにアメリカ合衆国連邦議会の下院は2022年12月8日、同性婚を合衆国最高裁判所判例だけでなく立法で明確に合法化する結婚尊重法案を可決した。これらことからも、欧米で認められていく方向にある。
カトリック教会の総本山であるローマ教皇庁のバチカン市国は、同性結婚には否定的な見解を示しているが、「彼らは神の子であり、家族になる権利がある」と、同性カップルの法的権利を認めるパートナーシップ制度「シビル・ユニオン」への支持は表明している。
その一方、政教一致のイスラム国家であるサウジアラビアのように、同性結婚や異性装に否定的な見解を表明している国家や地域、団体なども存在し、「同性カップルへの法的承認は、伝統的な家族にとって危険である」「同性愛は不道徳である」「同性愛が将来の国家の人口に危機を与える」などと主張している。これに対し、欧州評議会は2010年3月23日の会合で採択した「性的指向と性自認による差別」に於いて一部の団体や組織の主張に対し、「同性カップルの法的承認は、異性の婚姻にも子どもにも何ら悪影響を与えない」と反論した。
日本では、旧統一教会や幸福の科学が同性婚制度の導入に反対している。

## 同性愛と法的同性婚の前史
歴史上で確認された最古の同性カップルは、古代エジプトの、KhnumhotepとNiankhkhnumであると言われている。彼らはエジプト第5王朝の時期にニウセルラー王 (Niussere) の宮殿のマニキュア師の監督官の称号を共有しており、「国王の腹心たち」と記された墓に共に埋葬されている。
同性愛者の近代的婚姻について本格的に議論され始めたのは、ごく最近で1980年頃からである。法制度的に整備され始めたのは、世界的に見ても1990年代からである。
歴史的には、異性間の婚姻と同様に、同性同士による親密な関係が社会的に承認される文化や制度は存在している。たとえば、ヒッタイト帝国の法典では、奴隷身分の男性が結納金を納める事で自由民の若者を娶り夫となる権利を保障している。エジプトのシーワ・オアシスでは、1940年代に禁止されるまで父兄に結納金を納めて少年を婿に迎える同様の同性婚が行われており、最も長く続いた同性婚制度の一つとされる。

### ペデラスティ（念者と念友関係の制度化）
古代ギリシアでは、年上の男性（エラステース、念兄）が未成年の少年（パイス、念弟）に求愛して稚児（パイディカ）もしくは愛人（エローメノス）の関係を結び、少年愛を通じて年少者を教育し、一人前の男性に成長させるパイデラスティアー（ペデラスティ 英：Pedrasty）という社会規範があった。ことに軍事国家として知られるスパルタでは、パイデラスティアーは軍制度の一部として社会的義務となっていた。
パイデラスティアーの社会的承認には、求愛者であるエラステースの社会的地位が問題にされ、その関係は、結婚と同様、性的な側面だけでなく、特別な社会的宗教的な責任が伴っていた。古代ローマ時代のストラボンによれば、拉致による略奪婚も盛んに行われたが、立派な成人男性にかどわかされることは名誉なことと考えられていたという。プラトンは著作『法律』においてゼウスにさらわれたガニュメデスの神話について、パイデラスティアーを神聖視したクレタ人の創作であろうと考察している。

### ベルダーシュによる異性愛婚姻擬制
古代ローマでは、共和政の時代から同性同士の結婚式が行われている。例として、マルクス・アントニウスは青年時代に妻として小クリオと結婚している。また、帝政時代にローマ皇帝ネロが最初は妻として、二度目は夫として男性と結婚式を挙げた。また、エラガバルスも女装して男性と結婚式を挙げている。しかし、これらの男性同士の婚姻はローマ法の上では制度として定かではなく、実態としては社会に公認された事実婚だったという議論が行われている。古代ローマでの同性婚はキリスト教を国教としたローマ皇帝コンスタンティウス2世の時代に禁止された。
このように、同性同士の一方が、性を転換して結婚することが、社会的に承認され、制度化されていた例としては、北米大陸先住民族の若干の部族に、かつて存在したベルダーシュ (berdache) 制が挙げられる。
そうした身体とは異なる性として扱われる個人をベルダーシュと呼ぶ。
部族社会からベルダーシュと認められた彼ら（彼女ら）は、当然のように部族の他の男性（女性）と結婚することが可能であった。その場合、ベルダーシュたちは自然な女性（男性）と同様に「妻（夫）」として高く評価された。
同様な制度はベーリング海峡周辺の島に居住するアルーテック族（Alutiiqが現行の民族名・言語名。人類学文献では古い自称からAleut、また居住する島名からKodiakと表記されている）、チュクチ族などにもあり、20世紀初めには、まだ見られたようだ。
このベルダーシュ制は、近代以前の同性結婚の例として、社会学や同性愛研究の文献などにもよく登場する。こうした制度は、近代文明が波及するにしたがい、白人のキリスト教宣教師たちによって「同性愛的な悪習」とされ、禁止され失われていった。

古代ギリシャのペデラスティとほぼ同様な制度も、アブラハム宗教の布教されてない東アジアやアフリカなど、世界の他の地域にも存在した。

### 近代における男性間性交渉者

#### 福建省
特に中国大陸の明代から清代にかけて福建省の南部では、男性同性愛について、記録に残るほど同性愛が流行しており、当時は「南風」と呼ばれていたいた。大量の史料によって、当時この一帯では「契兄弟」と「契児」が盛んに行われていたことが裏づけられている。例えば、沈徳府（1578年-1642年）の『万暦野獲編』補遺巻三の「契兄弟」にはこうある。
「福建人はひどく男色を重んじ、貴賎、美醜を問わず、それぞれ同類ということで付き合う。年上のほうが契兄、若い方が契弟になる。弟の父母は兄を娘婿のように慈しみ可愛がり、弟のその後の生計や妻を娶る費用は、すべて契兄が引き受ける。たがいに愛し合う者は、正月を迎えるにも夫婦のように寝台を共にすることを尊ぶ。はなはだ親しいのに思いどおりにならない者が、抱き合って波中に溺れる（心中する）ことがつねにみられる。これは年齢も容貌も似たりよったりである者だけである」
※（）内は引用者による補足
「ちかごろ契児と称するものは淫を好み、ともすると多額の金を費やして容貌の美しい者を集め、寝具をいいものにすることを重んじ、父親を自任し、多数の若者を子どものように扱う(最近、「契児（けいじ）」と呼ばれる者たちは淫らなことを好み、ともすれば多額の金を使って美しい容姿の者を集め、高級な寝具を重視する。そして、自らを父親のように振る舞い、多くの若者を自分の子どものように扱う傾向がある。)」とある。同性愛の関係が「契兄弟」「契児」といった擬制的な兄弟関係、親子関係として扱われていたことがわかる。
福建のこの風習は、売春のような「一時的な快楽を追求する性的な遊びのようなもの」ではなく、かなり真面目な同性関係だったことが記録されている。特に契兄弟の同居は婚姻に似通い、たがいに貞操義務を持っていた、二人の関係は公然たるもので、父母や親戚、朋友など社会的にも認められていた。さらに二人が関係を始めるに当たっては、契弟や契児が童貞（つまり初婚）であれば、初婚の女性と婚姻する場合と同じように、契兄や契父は結納を贈り、三茶、六礼といった婚姻と同様の儀式が行われていた。
この風習は年長者が仁をもって年少者を導くという儒教的な伝統に根差しており、香港のカンフー映画などに見られるカンフーマスターと若き弟子の師弟関係に近いとの意見もある。

#### 日本
日本では、男性同性同士の性的関係(男性間性交渉者)の記録のみ多く残っているが、後世でイメージような同じ身分同士の男性同性愛者同士による真性同性愛のようなモノは皆無に近く、年齢差的に児童性虐待・未成年淫行、身分差のあるパワハラ・セクハラ、女人禁制・戦場・都市といった女性の少ない場所における機会性同性愛との混同がなされている。女性が手に入る環境でも男性のみに好意を寄せた真性同性愛者も0ではなないであろうものの、女性が普通にいる環境となった以降の急衰退からも、上の立場による手近な性欲発散、我慢する下位者の構図が背景にあると指摘されている。逆にそのような構図が無く、真性同性愛が圧倒的であったと指摘される、女性同性愛の記録は皆無に近い。日本における「男色」とは現代の男性同性愛とは異なり、「女性のいない男だけの閉鎖世界でやむなく男同士で性欲を発散する性行為」と指摘されている。
女人禁制である仏教寺院の僧侶と稚児の間に、年長者が年少者を性的に手を出す関係があったことはよく知られている。南北朝時代ないし室町時代に成立した『秋夜長物語』など、著名な稚児物語（男性同性愛文学）に描かれている。しかし、女人禁制場で上位の者による下位者への猥褻行為であり、現行の同性愛と混同するべきではなく、立場の差を背景にした児童性虐待・パワハラ・セクハラである。年少者側が女人禁制の寺で年長者の夜伽の相手を拒めば、弟子や沙弥や童子に労役加増などのいじめ、僧堂生活上の差別といった人権侵害が待っていたと指摘されている。武田信玄と小姓の春日源助、伊達政宗と只野作十郎など戦国時代には主君と家臣間の同性愛が窺える文書が確認されているほか、織田信長と前田利家、上杉景勝と清野長範などの主従関係にも同性愛的要素が指摘される二次史料が残っている。これらは、儒教的な君臣関係の中に、同性愛のような関係が融合しているケースであるとの意見がある。江戸時代における「身分差のある武士男性同士の性的関係」は、衆道と呼ばれ、年少者のほうを特に「念者」と呼ぶような呼称が存在した。また相互の年齢や社会的な地位が近い場合には「義兄弟」という兄弟関係に擬制されることもあったとされる。この場合の関係は「念友」と呼称された。男性同士に身分差があるため、現代の価値観だと「男性ばかりの職場」における上司によるセクシャルハラスメント・パワーハラスメント、年少者側の年齢次第では未成年淫行に近いとも指摘される。そのような中でも、年少者には非同性愛者ながらも出世するために関係を活用する者もいた。そのため、江戸の天下太平で女人禁制である戦場に出なくなることで、女性の代わりに戦地で部下の小姓で性欲処理する機会的同性愛の面がある衆道はしなくなっていった。のちに手軽な娼婦の売春や都市部の女性人口自体の増加により、戦場における武士おいった「女性の少ない都市圏の男性」が男色をする必要がなくなると機会性同性愛が多くを占めために急激に衰退していった。

### 近代における法的同性結婚概念の成立
このように、人類の歴史において同性愛は、アブラハムの宗教に影響されない時代・地域では、人間の持つ自然な感情とされ、そのパートナーシップが社会から尊重され、様々に制度化されてきた歴史がないわけではない。ただ、それらの多くは、古代ギリシャのペデラスティ、日本の江戸時代における衆道に代表されるように、男女の婚姻のような関係よりも、師弟関係、君臣関係、親子関係、友人関係などに擬制される場合が多かった。そうでないケースも、ベルダーシュ制のように、どちらか一方の社会的な性別の変更を伴った上で、擬制的な異性愛として婚姻関係を結んでいた。
同性愛のカップルが異性愛のカップルである結婚と相似な関係であるとみなされ、性の転換をともなわない状態で、それに擬制され始めたのはごく最近のとこで、19世紀後半から20世紀にかけてと思われる。また本格的に議論の対象になり、社会的に制度化され始めたのは、20世紀も後半になってからのことだ。
これには、二つの理由が考えられる。
一つは、近代社会のベースを形成したのは欧米のキリスト教社会だが、そこでは、同性愛が長きにわたり反自然な罪悪として、禁圧の対象だったことだ（実際としては同性愛は広く見られた）。そのためペデラスティやベルダーシュ制に類するような同性同士の社会的な関係に関する伝統的な習俗は絶滅してしまった。
もう一つは、そのキリスト教社会においても世俗主義が強まり、教会が絶対的な権威を失って、同性愛者たちが社会の表面に現れ始めたのとほぼ同時期に、異性愛カップルの結婚にも変化が現れたことである。それまで結婚は、日本の家制度に代表されるように、結婚する男女が属する共同体同士の絆を結ぶために行われることが一般的だった。しかし近代になって、結婚はそうした前近代的な関係から脱して、個人同士の親密さを基盤とした、よりプライベートな結びつきへと変化していったのである。
とくに20世紀に入って、男女の恋愛関係や結婚が、個人の愛情と意志に基づくことが普通になり、その関係を社会的にも保障する制度などが整備されてきた。それにともない、同性愛者の間にも、そうしたプライベートなパートナー関係への欲求が高まり、同性結婚に対する憧れや、それを保障するような社会制度を要求する声が、彼らの間からも出始めたものと思われる。
世界で最初の同性結婚カップルは、1989年10月1日に、デンマークの登録パートナーシップ法により結婚した、ゲイの権利活動家のアクセル・アクシギル（Axel Axgil）と実業家のEアイギル・アクシギル（igil Axgil）である。同国では、2012年6月15日に同性結婚が法制化された。
2001年4月1日にオランダが世界で初めて法制化して以降（オランダの同性結婚）、直近で2025年1月23日にタイ王国で合法化されたことで、38ヶ国で同性結婚が法制化されている。

#### 年表
以下の表は、同性婚を合法化した主権国家（国際連合加盟国および、台湾を統治する中華民国）の年代順による一覧。2025年現在、38ヶ国が何らかの形で合法化している（ネパールにおける同性婚の状況は曖昧である）。
（）内の月日は、同性カップルの結婚が正式に認定され始めた日。
| 年   | 同性結婚を法制化した国・地域 (月日) |
| ---- | --- |
| 2001 | オランダ (4月1日) |
| 2002 | |
| 2003 | ベルギー (6月1日) オンタリオ州 （ 英語版 ） (6月10日) ブリティッシュコロンビア州 （ 英語版 ） (7月8日) |
| 2004 | ケベック州 （ 英語版 ） (3月19日) マサチューセッツ州 （ 英語版 ） (5月17日) ユーコン準州 （ 英語版 ） (7月14日) マニトバ州 （ 英語版 ） (9月16日) ノバスコシア州 （ 英語版 ） (9月24日) サスカチュワン州 （ 英語版 ） (11月5日) ニューファンドランド・ラブラドール州 （ 英語版 ） (12月21日) |
| 2005 | ニューブルンズウィック州 （ 英語版 ） (6月23日) スペイン (7月3日) カナダ （ 英語版 ） [全土] (7月20日) |
| 2006 | 南アフリカ共和国 (11月30日) |
| 2007 | |
| 2008 | カリフォルニア州 （ 英語版 ） (6月16日、11月5日廃止) コネチカット州 （ 英語版 ） (11月12日) |
| 2009 | ノルウェー （ 英語版 ） (1月1日) アイオワ州 （ 英語版 ） (4月27日) スウェーデン （ 英語版 ） (5月1日) Coquille Indian Tribe (5月20日) バーモント州 （ 英語版 ） (9月1日) |
| 2010 | ニューハンプシャー州 （ 英語版 ） (1月1日) コロンビア特別区（ワシントンD.C.） （ 英語版 ） (3月3日) メキシコ連邦特別区 （ 英語版 ） (3月4日) Mashantucket Pequot Tribal Nation (4月29日) ポルトガル （ 英語版 ） (6月5日) アイスランド （ 英語版 ） (6月27日) アルゼンチン （ 英語版 ） (7月22日) |
| 2011 | ニューヨーク州 （ 英語版 ） (7月24日) Suquamish Tribe (8月1日) |
| 2012 | Alagoas （ 英語版 ） (1月6日) Quintana Roo （ 英語版 ） (5月3日) デンマーク （ 英語版 ） (6月15日) Sergipe (7月5日) Santa Rita do Sapucaí, Minas Gerais (7月11日) Espírito Santo (8月15日) Bonaire, Sint Eustatius and Saba （ 英語版 ） (10月10日) Bahia (11月26日) ブラジル連邦特別区 (12月1日) ワシントン州 （ 英語版 ） (12月6日) Port Gamble S'Klallam Tribe (12月9日) Piauí (12月15日) メイン州 （ 英語版 ） (12月29日) |
| 2013 | メリーランド州 （ 英語版 ） (1月1日) サンパウロ (2月16日) Ceará (3月15日) Little Traverse Bay Bands of Odawa Indians (3月15日) Paraná (3月26日) Mato Grosso do Sul (4月2日) Rondônia (4月26日) Santa Catarina （ 英語版 ） (4月29日) Paraíba (4月29日) Pokagon Band of Potawatomi Indians (5月8日) ブラジル （ 英語版 ） [全土] (5月16日) フランス （ 英語版 ） (5月18日) Iipay Nation of Santa Ysabel (6月24日) カリフォルニア州 （ 英語版 ） (6月28日) デラウェア州 （ 英語版 ） (7月1日) ミネソタ州 （ 英語版 ） (8月1日) ロードアイランド州 （ 英語版 ） (8月1日) Grand Portage Band of Chippewa (8月1日) ウルグアイ （ 英語版 ） (8月5日) ニュージーランド （ 英語版 ） (8月19日) en:Doña Ana County, New Mexico (8月21日) en:Santa Fe County, New Mexico (8月23日) en:Bernalillo County, New Mexico (8月26日) en:San Miguel County, New Mexico (8月27日) en:Valencia County, New Mexico (8月27日) en:Taos County, New Mexico (8月28日) en:Los Alamos County, New Mexico (9月4日) Confederated Tribes of the Colville Reservation (9月5日) en:Grant County, New Mexico (9月9日) Cheyenne and Arapaho Tribes (10月18日 ) ニュージャージー州 （ 英語版 ） (10月21日) Blue Lake Rancheria (11月1日) Leech Lake Band of Ojibwe (11月15日) ハワイ州 （ 英語版 ） (12月2日) ニューメキシコ州 （ 英語版 ） [全土] (12月19日) |
| 2014 | Cook County, Illinois (2月21日) イングランドおよびウェールズ （ 英語版 ） (3月13日) South Georgia and the South Sandwich Islands （ 英語版 ） (3月13日) オレゴン州 （ 英語版 ） (5月19日) ペンシルベニア州 （ 英語版 ） (5月20日) イリノイ州 （ 英語版 ） [全州] (6月1日) Akrotiri and Dhekelia （ 英語版 ） (6月3日) イギリス領インド洋地域 （ 英語版 ） (6月3日) Puyallup Tribe of Indians (7月9日) Fond du Lac Band of Lake Superior Chippewa (7月16日) Confederated Tribes of Coos, Lower Umpqua and Siuslaw Indians (8月10日) Coahuila （ 英語版 ） (9月17日) オクラホマ州 （ 英語版 ） (10月6日) バージニア州 （ 英語版 ） (10月6日) ユタ州 （ 英語版 ） (10月6日) インディアナ州 （ 英語版 ） (10月6日) ウィスコンシン州 （ 英語版 ） (10月6日) Lac du Flambeau Band of Lake Superior Chippewa (10月6日) コロラド州 （ 英語版 ） (10月7日) ウェストバージニア州 （ 英語版 ） (10月9日) ネバダ州 （ 英語版 ） (10月9日) Fort McDermitt Paiute and Shoshone Tribes (10月9日) ノースカロライナ州 （ 英語版 ） (10月10日) アラスカ州 （ 英語版 ） (10月12日) アイダホ州 （ 英語版 ） (10月15日) アリゾナ州 （ 英語版 ） (10月17日) Fort McDowell Yavapai Nation (10月17日) Pascua Yaqui Tribe (10月17日) Salt River Pima-Maricopa Indian Community (10月17日) San Carlos Apache Tribe (10月17日) Yavapai-Apache Nation (10月17日) ワイオミング州 （ 英語版 ） (10月21日) St. Louis, Missouri (11月5日) St. Louis County, Missouri (11月6日) Jackson County, Missouri (11月7日) Douglas County, Kansas （ 英語版 ） (11月12日) Sedgwick County, Kansas （ 英語版 ） (11月12日) Eastern Shoshone Tribe (11月14日) Northern Arapaho Tribe (11月14日) モンタナ州 （ 英語版 ） (11月19日) Blackfeet Nation (11月19日) サウスカロライナ州 （ 英語版 ） (11月20日) Keweenaw Bay Indian Community (12月13日) スコットランド （ 英語版 ） (12月16日) |
| 2015 | ルクセンブルク （ 英語版 ） (1月1日) Miami-Dade County, Florida (1月5日) フロリダ州 （ 英語版 ） [全土] (1月6日) Central Council of the Tlingit and Haida Indian Tribes of Alaska (2月24日) Pitcairn Islands （ 英語版 ） (5月14日) Confederated Tribes of Siletz Indians (5月15日) グアム （ 英語版 ） (6月9日) Oneida Tribe of Indians of Wisconsin (6月10日) Chihuahua （ 英語版 ） (6月12日) アメリカ合衆国 [全土] (6月26日) 北マリアナ諸島 （ 英語版 ） (6月30日) Sault Ste. Marie Tribe of Chippewa Indians (7月7日) アメリカ領バージン諸島 （ 英語版 ） (7月9日) プエルトリコ （ 英語版 ） (7月13日) Santiago de Querétaro, Querétaro (7月21日) White Mountain Apache Tribe (9月9日) アイルランド （ 英語版 ） (11月16日) Confederated Tribes of the Grand Ronde Community of Oregon (11月18日) Nayarit （ 英語版 ） (12月23日) |
| 2016 | Stockbridge-Munsee Community Band of Mohican Indians (2月2日) グリーンランド （ 英語版 ） (4月1日) コロンビア (4月28日) Tulalip Tribes of Washington (5月6日) Jalisco （ 英語版 ） [statewide] (5月12日) Campeche （ 英語版 ） (5月20日) Colima （ 英語版 ） (6月12日) Michoacán （ 英語版 ） (6月23日) Morelos （ 英語版 ） (7月5日) Isle of Man （ 英語版 ） (7月22日) San Pedro Cholula, Puebla (9月18日) British Antarctic Territory （ 英語版 ） (10月13日) Menominee Indian Tribe of Wisconsin (11月3日) Cherokee Nation (12月9日) ジブラルタル （ 英語版 ） (12月15日) |
| 2017 | Ascension Island (1月1日) Amealco de Bonfil, Querétaro (1月4日) Cadereyta de Montes, Querétaro (1月4日) Ezequiel Montes, Querétaro (1月4日) Huimilpan, Querétaro (1月4日) Pedro Escobedo, Querétaro (1月4日) San Joaquín, Querétaro (1月4日) Tolimán, Querétaro (1月4日) フィンランド (3月1日) Osage Nation (3月20日) Prairie Island Indian Community (3月22日) フォークランド諸島 （ 英語版 ） (4月29日) ガーンジー島 （ 英語版 ） (5月2日) バミューダ諸島 （ 英語版 ） (5月5日、2018年6月1日廃止) Ho-Chunk Nation of Wisconsin (6月5日) フェロー諸島 （ 英語版 ） (7月1日) Tristan da Cunha (8月4日) マルタ (9月1日) ドイツ （ 英語版 ） (10月1日) Ak-Chin Indian Community (10月25日) Baja California （ 英語版 ） (11月3日) オーストラリア （ 英語版 ） (12月9日) Saint Helena (12月20日) |
| 2018 | Puebla （ 英語版 ） [statewide] (2月16日) Chiapas （ 英語版 ） (5月11日) Alderney （ 英語版 ） (6月14日) Jersey （ 英語版 ） (7月1日) Oaxaca （ 英語版 ） (8月26日) Ponca Tribe of Nebraska (8月27日) バミューダ諸島 （ 英語版 ） (11月23日、2022年3月14日廃止) |
| 2019 | オーストリア （ 英語版 ） (1月1日) Zacatecas, Zacatecas （ 英語版 ） (2月14日) Cuauhtémoc, Zacatecas （ 英語版 ） (3月1日) Villanueva, Zacatecas （ 英語版 ） (5月20日) San Luis Potosí （ 英語版 ） (5月21日) 中華民国 (台湾) (5月24日) Nuevo León （ 英語版 ） (5月31日) Hidalgo （ 英語版 ） (6月11日) Baja California Sur （ 英語版 ） (6月29日) Miguel Auza, Zacatecas （ 英語版 ） (7月5日) エクアドル （ 英語版 ） (7月8日) Oglala Sioux Tribe (7月8日) Bay Mills Indian Community (7月8日) Colorado River Indian Tribes (8月8日) Aguascalientes （ 英語版 ） (8月16日) |
| 2020 | 北アイルランド （ 英語版 ） イギリス （ 英語版 ） [全土] (1月13日) Sark （ 英語版 ） (4月23日) コスタリカ （ 英語版 ） (5月26日) Fresnillo, Zacatecas （ 英語版 ） (7月3日) Turtle Mountain Band of Chippewa Indians (8月6日) Tlaxcala （ 英語版 ） (12月25日) |
| 2021 | Sinaloa （ 英語版 ） (6月30日) Sonora （ 英語版 ） (10月22日) Querétaro （ 英語版 ） [statewide] (11月13日) Guanajuato （ 英語版 ） (12月20日) Zacatecas （ 英語版 ） [statewide] (12月30日) [ 39 ] [ 40 ] |
| 2022 | Yucatán （ 英語版 ） (3月4日) チリ （ 英語版 ） (3月10日) Winnebago Tribe of Nebraska (4月11日) Chickasaw Nation (4月18日) Grand Traverse Band of Ottawa and Chippewa Indians (5月25日) Veracruz （ 英語版 ） (6月13日) スイス （ 英語版 ） (7月1日) スロベニア （ 英語版 ） (7月9日) Durango （ 英語版 ） (9月19日) キューバ （ 英語版 ） (9月27日) Tabasco （ 英語版 ） (10月27日) State of Mexico （ 英語版 ） (11月2日) Tamaulipas （ 英語版 ） (11月19日) Saint Regis Mohawk Tribe (12月21日) Guerrero （ 英語版 ） ・ メキシコ （ 英語版 ） [全土] (12月31日) |
| 2023 | アンドラ （ 英語版 ） (2月17日) Nottawaseppi Huron Band of Potawatomi (3月16日) Choctaw Nation (5月23日) |
| 2024 | エストニア （ 英語版 ） (1月1日) ギリシャ （ 英語版 ） (2月16日) |
| 2025 | リヒテンシュタイン （ 英語版 ） (1月1日) タイ王国 （ 英語版 ） (1月23日 [ 41 ] ） |

## 世界における同性結婚
以下、2024年2月16日現在で同性結婚が合法である38ヶ国一覧（国または一部の法域）。
- アイスランド（英語版）
- アイルランド（英語版）
- アメリカ合衆国[注釈 4]
- アルゼンチン（英語版）
- アンドラ（英語版）
- イギリス（英語版）[注釈 5]
- ウルグアイ（英語版）
- エクアドル（英語版）
- エストニア（英語版）
- オーストラリア（英語版）
- オーストリア（英語版）
- オランダ[注釈 6]
- カナダ（英語版）
- キューバ（英語版）
- ギリシャ（英語版）
- コスタリカ（英語版）
- コロンビア
- スイス（英語版）
- スウェーデン（英語版）
- スペイン
- スロベニア（英語版）
- 中華民国 (台湾)
- チリ（英語版）
- デンマーク（英語版）
- ドイツ（英語版）
- ニュージーランド（英語版）[注釈 7]
- ノルウェー（英語版）
- フィンランド
- ブラジル（英語版）
- フランス（英語版）
- ベルギー
- ポルトガル（英語版）
- マルタ
- 南アフリカ共和国（英語版）
- メキシコ（英語版）
- ルクセンブルク（英語版）
- タイ王国（英語版）
- リヒテンシュタイン（英語版）

同性カップルの結婚が可能
シビル・ユニオン制度
保留中：政府/裁判所は同性結婚を合法化したが法律は施行されていないか、裁判所は合法化を命じたが法案は可決されない
他の特定の法域で行われた場合に完全に認識される同性結婚
限られた国内の法的承認（未登録の同棲、法的後見人容認）
他の特定の法域で行われる結婚の限定的な承認（居住権）
同性結婚は法的に認められていないが、同性結婚を支持する判決を下した国際裁判所の対象国
同性カップルに関する制度が無い又はイスラム圏など同性愛自体が違法な国。係属中の判決もなし。
(リスト上方の色は下方の色に優位に立つ)
未施行の法律を含む。

対照的に、33か国（2023年現在）では、憲法上に男女間の結婚の定義があり、同性結婚を明確に禁止している。これらの国は、アルメニア、ベラルーシ、ボリビア、ブルガリア、ブルキナファソ、ブルンジ、カンボジア、中央アフリカ共和国、中華人民共和国、クロアチア、コンゴ民主共和国、ドミニカ共和国、ジョージア、ホンジュラス、ハンガリー、ジャマイカ、ケニア、キルギスタン、ラトビア、リトアニア、モルドバ、モンテネグロ、パラオ、パラグアイ、ポーランド、ルーマニア、ロシア、ルワンダ、セルビア、スロバキア、南スーダン、ウガンダ、ウクライナ、ベネズエラ、ジンバブエである。他のいくつかの国では、イスラム法（シャリーア）が憲法で義務付けられており、これは一般に同性結婚を禁止していると解釈されている。前者の一部と後者の大半の国々では、同性愛自体が犯罪化されている（ソドミー法）。
以下の国や地域の一覧は、何らかの形で調査できたものを全て挙げた。年号は、原則として法の成立年である。
まずは、同性結婚を異性間の婚姻と同等とみなし、夫婦とほぼ同じ権利を認める国や地域を挙げる。
※国によっては海外領土や国内の一部地域に影響が及ばない場合もある。

### ヨーロッパ

#### オランダ
- 2000年12月21日 同性結婚法 (Act on the Opening Up of Marriage) が成立。
- 2001年4月1日 同法律、施行[42]

世界で初めて異性同士の結婚と全く同等の婚姻制度を採用、海外養子も可能である。

#### ベルギー
- 2003年1月30日 同性婚法が成立（親権、養子縁組の規定に違いがあった）[43]
- 2003年6月1日 同法律、施行
- 2005年 下院議会が同性同士に養子縁組を認める法案を可決

#### スペイン
- 2004年12月30日 社会労働党政府は同性婚を認める法案の提出を承認
- 2005年6月30日 同性婚法が成立[44]
- 2005年7月3日 同法律、施行

サパテーロ首相の演説より
「これは、法律用語でできた無味乾燥な一節を単に法典に加えた、という話ではない。言葉の上では小さな変化かもしれないが、何千もの市民の生活にかかわる計り知れない変化をもたらすものだ。私たちは、遠くにいるよく知らない人たちのために法律を制定しているのではない。私たちの隣人や、同僚や、友人や、親族が幸福になる機会を拡大しようとしているのだ」

#### ノルウェー
- 1993年 登録パートナーシップ法が成立
- 2008年6月17日 同性婚法が成立[45]
- 2009年1月1日 同法律、施行

#### スウェーデン
- 1994年 登録パートナーシップ法が成立（同性同士のみを対象）
- 2009年4月1日  同性婚法が成立[46]
- 2009年5月1日 同法律、施行

#### ポルトガル
- 2001年 非登録の同棲制度が成立[注釈 8]
- 2010年5月 同性婚法が成立[注釈 9]
- 2010年6月5日 同法律、施行[47][48]

#### アイスランド
- 1996年 登録パートナーシップ法が成立（同性カップルのみ対象）
- 2010年6月11日 同性婚法が成立
- 2010年6月27日 同法律、施行[49]

アイスランドの政治家、ヨハンナ・シグルザルドッティルは私生活ではレズビアンで、2009年2月1日首相に就任し、同性愛者を公言した世界初の国家首脳になった。さらに、2010年6月27日に女性脚本家と結婚し、同性結婚をした世界初の国家首脳となった。

#### デンマーク
- 1989年5月26日 登録パートナーシップ法が成立

世界で初めて登録パートナーシップ法が成立した。10月1日施行。
- 2012年6月7日 同性婚法が成立[50]

性別に規定されない結婚の定義を導入する形で、同性婚を可能にする法律が成立。6月15日同法律、施行。

#### フランス
- 1999年10月 国民議会（下院）が民事連帯契約法 (Civil Solidarity Pact Act; PACS) を可決[注釈 10]
- 2013年2月 下院で、4月12日に上院で同性婚解禁法案を賛成多数で可決[注釈 11][51]
- 2013年5月18日 同法律、施行

同性婚解禁法案の可決直後、反対派によって違憲審査請求がなされたが、5月17日にフランスの違憲審査機関、憲法会議は「合憲」の判断を下し、これを退ける。翌18日にオランド大統領が法案に署名、成立した。この民事連帯契約法 (Pacte civil de solidarité; PACS) は当事者自身が自由に契約内容を決め、契約書を作成し、それを裁判所に提出して公証してもらうような制度であり、これはフランスでは婚姻や離婚に関する法律的な条件が日本などに比較するとハードなためらしく、何らかの理由で結婚できない異性愛の同棲カップルが、同性のカップルと同様、PACSを利用したりする場合もある。
国民の間では、反対・賛成の評価が二分している。特に、合法化後は、反対派の抗議が激しくなっており、2013年5月21日には、ノートルダム寺院で、フランスの作家が自殺した。同性婚合法化への抗議とみられる。
2013年5月26日には、パリで同性婚反対派による大規模なデモ（参加者は、主催者発表では100万人、フランス当局発表では15万人）が発生、警察と衝突し、96人が逮捕された。
2013年5月29日には、フランス初の同性婚カップルが誕生したが、彼らの結婚式場には反対派のデモ隊が詰めかけ、カップルが式場に入ろうとした時、発煙筒が投げつけられるなど騒動が起き、機動隊が式場を警備をする事態となった。
2013年6月9日には、全仏オープンの決勝戦で、同性婚合法化への抗議を目的として、半裸の男が乱入する騒ぎがあった。

#### イギリス
- 2004年 シビル・パートナーシップ法 (Civil Partnership) が成立
- 2005年 同法律、施行[注釈 13]
- 2013年2月 庶民院（下院）で、7月15日 に貴族院（上院）で同性婚法案を賛成多数で可決[注釈 14]
- 2014年3月29日 イングランドとウェールズで同法律、施行[57]
- 2014年12月16日 スコットランドで同性婚法が施行
- 2020年1月13日 北アイルランドで同性婚法が施行

※一部海外領土において同性婚は認められていないので、国全体として合法化されたわけではない。

#### ルクセンブルク
- 2004年 登録パートナーシップ法が成立
- 2014年6月18日 グザヴィエ・ベッテル首相の牽引で同性婚法が成立
- 2015年1月1日 同法律、施行

同性婚カップルによる養子縁組も可能。

#### アイルランド
- 1993年 犯罪とされていた同性愛が合法化
- 2010年7月1日 シビル・パートナーシップ法 (Civil Partnership) 容認を採択
- 2015年5月22日 同性婚を認めるための憲法改正をするべきかを問う国民投票を実施。賛成が多数で世界で初めて、国民投票で同性婚が合法化されることになった[58]。
- 2015年11月16日 法案が施行[59]

#### フィンランド
- 2001年 登録パートナーシップ法
- 2014年11月28日 同性婚法が成立
- 2017年3月1日 同法律、施行[60]

#### グリーンランド
- 1996年 デンマークの登録パートナーシップ法とほぼ同様のものが施行
- 2015年5月26日 同性婚法が成立
- 2016年4月1日 同法律、施行

#### マルタ
- 2014年
- 2017年7月12日 同性婚法が成立[61]
- 2017年9月1日 同法律、施行

#### ドイツ
- 2001年 ライフ・パートナーシップ法 (Lebenspartnerschaftsgesetz) 成立
- 2002年 実施
- 2017年6月30日 同性婚法が成立[62]
- 2017年10月1日 同法律、施行

#### オーストリア
- 2003年 非登録の同棲制度、判例により同棲している同性パートナーに婚姻関係がない同棲している異性パートナーと同様の権利を認めた。
- 2010年
- 2017年12月4日 最高裁は同性間の結婚合法化
- 2019年1月1日 同法律、施行[63]

#### スイス
- 2005年 登録パートナーシップ法
- 2007年1月1日 同法律、施行

同性同士のみ、養子はできない。
- 2021年9月26日 国民投票で同性婚の合法化に2/3以上が賛成[64]
- 2022年7月1日 同法律、施行[65]

#### スロベニア
- 2005年 登録同性パートナーシップ法 (Registered Same-Sex Partnership) 成立
- 2006年7月23日 同法律、施行
- 2015年3月4日 同性婚法が成立
- 2015年12月20日 同性婚法が国民投票否決
- 2022年7月8日最高裁は同性間の結婚合法化

#### アンドラ
- 2005年 登録の同棲制度 (Registered Cohabitation)

異性の同棲カップルも利用可能。
- 2023年2月17日 同法律、施行

#### エストニア
- 2016年[66]
- 2024年1月1日 同法律、施行

#### ギリシャ
- 2015年
- 2024年2月15日 同法律、施行

#### リヒテンシュタイン
- 2011年[66]
- 2024年5月16日
- 2025年1月1日 同法律、施行

### 北アメリカ

#### カナダ
- 2003年〜2005年にかけて、オンタリオ州、ブリティッシュコロンビア州、ケベック州、マニトバ州、ニューブランズウィック州、ノバスコシア州、サスカチュワン州、ニューファンドランド・ラブラドール州、同様にユーコン準州で、同性結婚の禁止が権利憲章（憲法）に反するとして、それぞれの地区の連邦裁判所が裁定し、それらの管轄区域で同性結婚が合法化された
- 2005年6月28日 市民結婚法法案が可決
- 2005年7月20日 同法律がカナダ議会を通過、即日施行[67]

この法律では結婚を「すべての他人を除外した2人の人物の合法的な連合」と定義している、つまり異性間の結婚と同性間の結婚に区別がない。
カナダは居住条件抜きで同性結婚を認めるおそらく唯一の国である。多くの外国の同性カップルが、その結婚が彼らの生国で承認されるかどうかにかかわらず、結婚するためにカナダを訪れた。カナダでの婚姻証明を国内でも認めるかどうかを巡って、アイルランドとイスラエルで訴訟が行われている。
日本人の場合には、2002年5月24日より、海外での結婚に必要な「婚姻要件具備証明書」に婚姻の相手方の性別を記載する欄が新たに設けられ、相手方の性別が同性の場合は「婚姻要件具備証明書」が交付されないことになっていた。そのため、カナダでも、外国人同士の結婚に「婚姻要件具備証明書」の提出が不要な州でなければ同性結婚はできなかった。
しかし、2009年5月26日、同性愛者の活動グループの要請で、日本の法務省は、同性同士の結婚を認めている外国で、邦人が同性婚をすることを認めなかった従来の方針を改め、独身であることなどを証明するために結婚の手続きで必要な書類を発行する方針を決めた。
カナダの婚姻証明によって日本の戸籍には婚姻の記載は行われないが、カナダでの同性同士の婚姻証明を婚姻とみなすかみなさないかは、日本でも、個々の訴訟案件において、司法当局である裁判所の判断待ちとなる（通例、法律上の結婚は、戸籍への記載ではなく、役所への婚姻届の受理をもって成立するとされるため。たとえば日本の戸籍を持たない外国人同士の異性愛カップルが結婚した場合、日本の地元の役所に婚姻届を出せば、戸籍への記載の代わりに婚姻届受理証明書を出してもらえ、それで婚姻が成立したことになる）。

#### メキシコ
- 2009年12月21日 メキシコシティ市議会は、同性婚を認める法律を可決。29日に市長が署名した。2010年3月4日に施行された。メキシコでは初の合法化である[68]。
- 2011年11月28日 キンタナ・ロー州において、婚姻を定める法律に性別の規定が無いことが問題となった。2012年5月に認められることとなった[69]。
- 2022年10月26日  同法律、施行。

#### アメリカ合衆国

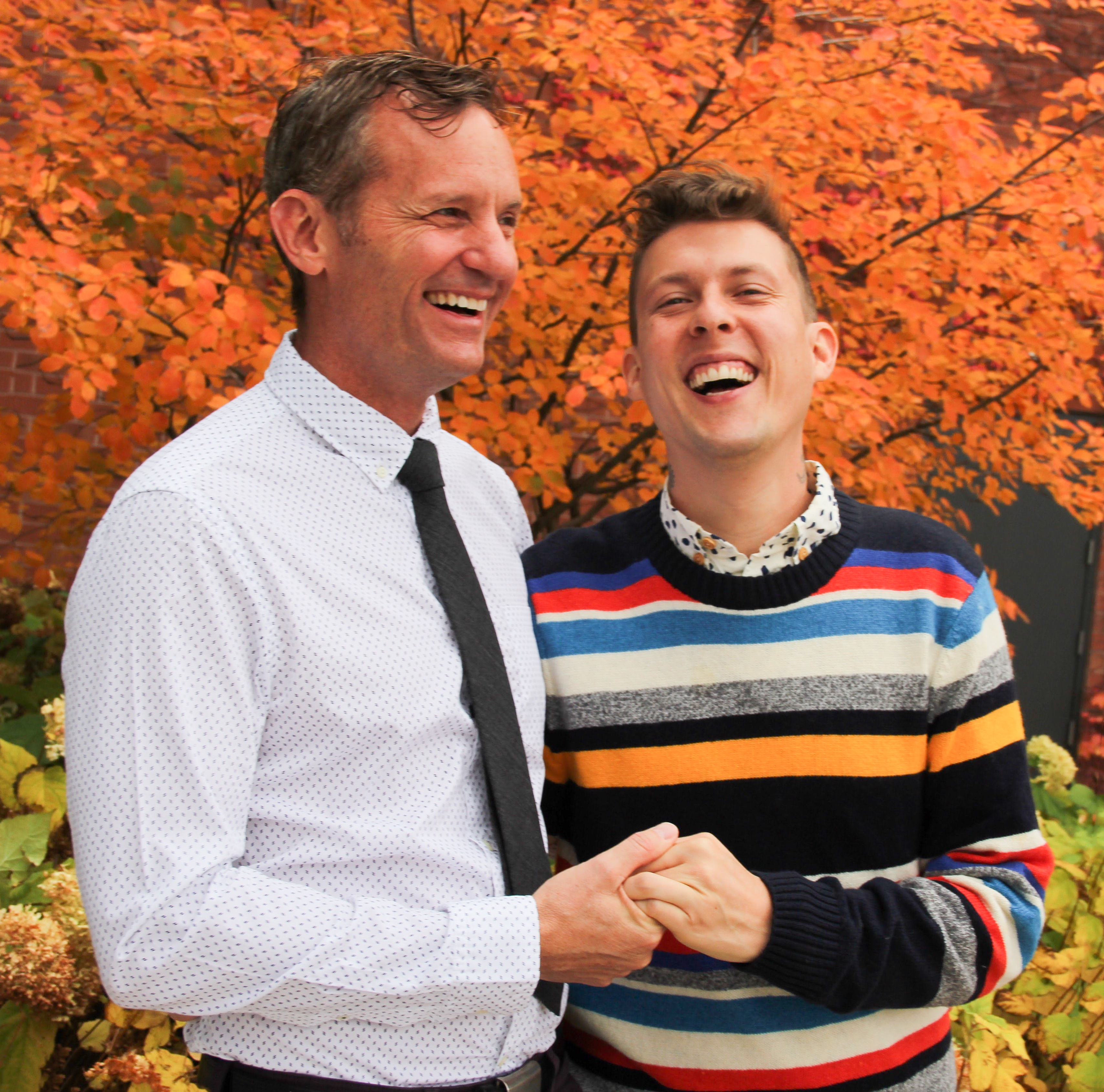
アメリカ合衆国のミネソタ州で同性結婚が合法化された直後に新たに結婚したカップル（2013年5月）

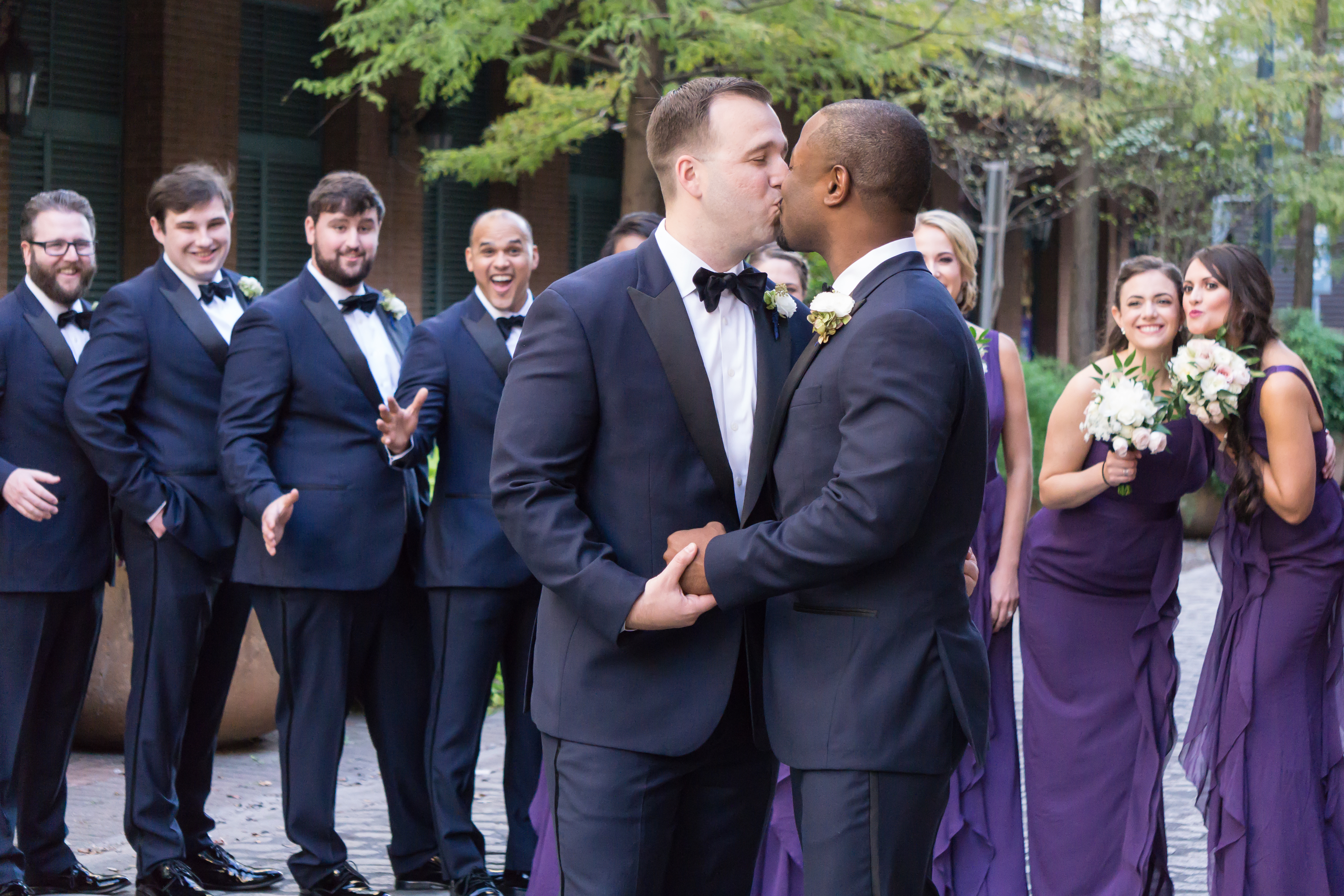
アメリカ合衆国のルイジアナ州ニューオリンズで結婚式を挙げた同性カップルたち（2017年11月11日）

2012年12月7日、合衆国最高裁判所は、「同性婚のカップルが税や社会保障の制度上、異性間の夫婦と同様の権利を保障されるべきかどうかを審理する」と発表し、その後2013年6月に、同性婚が容認されている州内において、同性婚のカップルに異性婚のカップルと同等の権利付与を、排除していた連邦法を「違憲無効」とする判決を下した（アメリカ合衆国対ウィンザー）。判決内容は「連邦法である結婚防衛法の一部が、アメリカ合衆国憲法修正第5条に違反する」というもの。それと同時に「米国人と外国人という組み合わせの同性婚カップルも、外国人配偶者が永住権や査証を取得できる」との判断も示し、アメリカ合衆国国土安全保障長官（2009年-2013年）のジャネット・ナポリターノ（民主党）も判断を尊重する声明を発表した。
各州で同性婚が州法で合法化される中、2014年までに13の州が同性婚を禁止していたが、これに対し同性婚を容認するよう同性カップルが提訴、同年11月にオハイオ州、ミシガン州、ケンタッキー州、テネシー州の4つの州を管轄する合衆国高等裁判所が、同性婚を許容しない判断を示したために、最高裁判所に判断が委ねられることになった。
2015年6月26日、合衆国最高裁判所は「法の下の平等」を定めた「アメリカ合衆国憲法修正第14条」を根拠にアメリカ合衆国の全ての州での同性結婚を容認する判決を下した（9名の裁判官のうち同性結婚に、5名が支持、4名が反対、「オーバーグフェル対ホッジス裁判」も参照）。これによりアメリカ合衆国において同性婚のカップルは異性婚のカップルと平等の権利を享受することになった。なお、同性婚の際の配偶者の姓に関しては異性婚と同様に同姓や別姓など様々な選択肢がある。

##### マサチューセッツ州
- 2003年11月18日 マサチューセッツ州最高裁が、グッドリッジ対州公衆衛生局（英語版）の訴訟で、同性結婚を認めないのは州憲法の「状態の平等な保護条項」違反であるとして180日以内の実現を指示する。
- 2004年5月17日 同性結婚の登録が始まった。

##### カリフォルニア州
- 2003年 ドメスティック・パートナー法が成立（カリフォルニアにおけるドメスティック・パートナー制度（英語版））
- 2008年5月15日 カリフォルニア州最高裁が「同性結婚を認めないのは州憲法違反」との判決を、4対3の多数決で下す。アーノルド・シュワルツェネッガー知事も「判決を尊重する」と表明。全米2番目の同性結婚合法州となった。
- 2008年11月4日 同性結婚を禁止する「提案8号」(Proposition 8)を含む憲法改正案について住民投票が行われ、提案8号は賛成が反対をわずかに上回り可決・成立した。同性結婚は禁止、結婚は男女に限られることとなった。
- 2009年5月26日 州最高裁は、「提案8号」について、「平等な人権を保障した州憲法に違反する」と無効にすることを求めた同性婚推進派の訴えを退け、住民投票を有効（同性結婚は禁止）とする判決を下した。一方、この住民投票前に婚姻届を提出した同性カップル約1万8000組の婚姻はそのまま有効とし、法的な権利を剥奪することはないとした。
- 2010年8月4日 カリフォルニア州サンフランシスコの連邦地裁は「提案8号」は違憲であり無効とする判決を下した。ただし、この判決に対する控訴等の法的闘争が継続する見込みであり、今後二転三転して混乱を生む恐れもあることから、判決に対する差し止め請求も同時に認めた。従って2010年8月の時点ではカリフォルニアでは同性結婚は合法だが、実務上新たに同性結婚することはできなかった[75][76]。この判決は米国内で大きな反響を呼んでおり、共和党でもシュワルツェネッガー州知事のように歓迎の意を表明する者もあれば、同じく共和党のLamar Smith（英語版）連邦下院議員のように反対の立場から下院による介入を主張する者もいる[77]。
- 2013年6月26日 米連邦最高裁は同性婚を禁じたカリフォルニア州の法律が違憲だとする連邦第9巡回区控訴裁判所の判決を支持する判断を下した。補足すると、訴裁判所の判決を支持するのではなく、原告（提案8号の支持者）に原告としての資格がないことを理由に自らの判断を下すことを拒否した（Hollingsworth対Perry（英語版））。連邦最高裁は、これに伴いカリフォルニア州のブラウン知事も州の法律の改正の方針を発表した[71]。先の決定に伴い、米サンフランシスコの連邦高裁は28日、住民投票に基づいてカリフォルニア州内での同性婚を禁止した州法の規定を無効とすることを決めた。これにより同性婚賛成派勝訴の判決が確定、即日同性婚の受付が再開された[78][79]。

##### コネチカット州
- 2008年10月12日 コネチカット州最高裁は同性愛者の婚姻を認める判決を下した。
- 2008年11月12日 同性結婚の登録が始まった。

##### アイオワ州
- 2009年4月3日 アイオワ州最高裁は同性間の結婚を禁じる州法を違憲とする判決を下した。今後21日内に同性間の結婚が認められる見通し。
- 2009年4月27日 同性結婚の登録が始まった。

##### バーモント州
- 2009年4月7日 バーモント州議会は同州知事が拒否権を発動していた同性婚の合法化を目指す法案について改めて採決を行い、再可決した。9月1日から同性間の結婚が認められる。
- 1999年12月20日 バーモント州最高裁判所はベイカー対バーモント裁判（英語版）において、結婚している異性のカップルと相似している同性のカップルに対して州議会は同一の権利を与えなくてはならないと判決した。
- 2000年4月 ドメスティック・パートナー法が成立、当時の知事ハワード・ディーン が署名。

##### ニューハンプシャー州
- 2009年6月3日 ニューハンプシャー州のリンチ知事（民主）は、同性愛カップルの結婚を認める州法案に署名し、同法が成立した。2010年1月から施行された。

##### ワシントンD.C.
- 2009年12月18日 ワシントンD.C.のフェンチ市長（民主）は、同性婚を合法化する法案に署名し、3月9日から同性間の結婚が認められる。

##### ニューヨーク州
- 2011年6月24日 ニューヨーク州のアンドリュー・クオモ知事（民主）は、同性結婚を合法化する法案に署名し、同法が公布された。30日後の7月24日に同法が施行された。

##### ワシントン州
- 2012年2月13日 ワシントン州のグレゴワール知事（民主）は、同性婚を合法化する法案に署名し、法案が成立した。
- 2012年11月6日の住民投票で賛成が上回り、2012年12月6日より登録が開始された。

##### メイン州
- 2009年5月6日 メイン州議会は同性婚を合法化する法案について可決した。9月11日から同性間の結婚が認められる計画だったが、その法の施行前に住民投票を行い、11月3日に法は廃止。
- 2012年11月6日の住民投票で賛成が上回り、同性婚が認められた。2012年12月29日より登録が開始された。

##### メリーランド州
- 2012年3月1日 メリーランド州のマーティン・オマリー州知事は、同性婚を合法化する法案に署名し、法案が成立した。
- 2012年11月6日の住民投票で賛成が上回り、2013年1月1日に施行された。

##### ロードアイランド州
- 2013年5月2日 ロードアイランド州で、同性婚を認める法案が成立。8月1日より施行。

##### デラウェア州
- 2013年5月7日 デラウェア州で、同性婚を認める法案が成立。7月1日より施行。

##### ミネソタ州
- 2013年5月14日 ミネソタ州で、同性婚を認める法案が成立。8月1日より施行。これにより、アメリカでは14の州と地域で同性婚が容認されることとなった。

##### ニューメキシコ州
- 2013年8月21日-28日 ニューメキシコ州の6つの郡、ベルナリオ郡、グラント郡、ロスアラモス郡、サンドヴァル郡、サンタフェ郡、タオス郡で同性婚を認める法案が成立。8月21日-28日にそれぞれ成立、受付は10月23日からの予定。これにより、アメリカでは15の州と地域で同性婚が容認されることとなった。

##### ニュージャージー州
- 2013年9月27日 ニュージャージー州で、同性婚を認める法案が成立。10月21日より施行予定。これにより、アメリカでは16の州と地域で同性婚が容認されることとなった。

##### ハワイ州
- 2013年11月13日 ハワイ州で、同性婚を認める法案が成立。12月2日より施行予定。これにより、アメリカでは17の州と地域で同性婚が容認されることとなった。

##### イリノイ州
- 2013年11月20日 イリノイ州で、同性婚を認める法案が成立。2014年6月1日より施行予定。これにより、アメリカでは18の州と地域で同性婚が容認されることとなった。

### 中央アメリカ

#### コスタリカ
- 2018年 コスタリカの憲法裁判所は、同性婚を妨げる国内の法律は違憲であると判断。
- 2018年8月8日 コスタリカの最高司法機関は「同性婚認めないのは憲法違反であり差別的、18ヶ月以内に法改正をする必要がある」との判決を出した、これにより法改正がなされない場合でも同性婚禁止規定は無効となる[80]。
- 2020年5月26日 コスタリカ国内で同性婚が合法化。中米で同性婚が認められた国はコスタリカが初[81]。

#### キューバ
- 2022年9月26日　 国民投票で同性婚の66.85%合法化。

### 南アメリカ

#### アルゼンチン
- 2003年 ブエノスアイレス州、リオネグロ州で、2年以上の交際関係にある同性同士に対し、個人的契約という形で各自治体がシビル・ユニオン制度に基づく登録を認めた。
- 2010年5月5日 下院議会は同性婚を可能にする民法改正法案を可決
- 2010年7月15日 民法改正法案が上院議会を通過[82]
- 2010年7月22日 同法律、施行

#### ブラジル
- 2011年5月5日 ブラジル最高裁判所は、同性婚のパートナーにも異性間の結婚と同等の法的権利を認める判断を下した。今後は、同性婚パートナーも法的に「家族」と認められることになる[83]。そもそもブラジルには同性愛者間の（事実上の婚姻である）シビル・ユニオンや同性婚に関する法律がブラジルに存在していない。

リオデジャネイロのセルヒオ・カブラル知事と検事局が、全ての州職員に同等の権利を与えたいとして、最高裁の判断を仰いでいた。
ブラジル・サンパウロ（Sao Paulo）で毎年開かれるプライド・パレードは、世界でも有数の規模を誇る。だが、その一方で同性愛者に対する差別や暴力、殺人なども、世界の中で際立って高く、また、同性婚に反対するカトリックの信者数でも世界最大なため、同性愛者の権利に対する抵抗も強い。
- 2013年5月15日 ブラジル公正評議会は、同性婚のカップルが婚姻届を出しても、拒否はしないとする決定を表明した。ブラジルでは、国会が同性婚を合法化していないがブラジル最高裁がトップを務めるブラジル公正評議会は、政府は同性愛者が婚姻届を出した場合、拒否する立場に無いとする考えを表明した。ブラジル・バー協会の人権担当者は、「この決定は、ブラジルで同性婚が認められたも同然ということだ」と歓迎の意を表している[84][85][86][87]。

ブラジル国会では、強力なカトリック勢力が同性婚に反対しており、同性婚認可の法律を採決するまでに至っていない。しかし、ジョアキム最高裁裁判長は、婚姻証明書発行役場は、国会での同性婚認可法案の可決を待って同性婚の婚姻届を受理する理由はない、との見解を示している。バルボサ裁判長は、今回表明した見解の根拠として、2011年にブラジル最高裁が、憲法は同性愛者にも異性愛者と同じ権利を認めているとして、ゲイのカップルを認める採決を下したことを挙げている。
ブラジル国内では、同性婚の婚姻届を受理する役場もあれば、受理しない役場もあり、いくつかの州の裁判所では同性婚を認める決定を下しているところもある。今回のブラジル公正評議会の見解は、同性婚に対する国としての基準を示すことになった。なお、効力の発効は16日付け。

#### コロンビア
- 2016年 合法化[88][89]

#### ウルグアイ
- 2013年4月2日 同性結婚法案（英語版）が上院を通過し、下院の審議入り[90]。
- 2013年4月10日 同性結婚法案が下院を通過し、ホセ・ムヒカ大統領の署名後に成立の見通し。世界で12番目の同性結婚容認国へ[91]。
- 2013年5月3日 ホセ・ムヒカ大統領が法律に署名。8月5日に施行。

#### エクアドル
- 2008年
- 2019年6月12日 エクアドルの憲法裁判所は、同性婚を妨げる国内の法律は違憲であると判断。
- 2019年7月8日 同法律、施行

#### チリ
- 2015年
- 2021年7月21日
- 2022年3月10日 同法律、施行

### アフリカ

#### 南アフリカ共和国
- 2005年12月 内務大臣対Fourieの訴訟で南アフリカ共和国最高裁判所が、同性カップルに結婚する権利を与えないのは憲法違反という判決を下す。

議会に対して12ヶ月以内に婚姻法を改正するように命じた。翌2006年、南アフリカの議会は11月14日に同性同士の結婚を認める法律を賛成多数で可決した。法的に同性婚が認められるのはアフリカ大陸では初であり、世界で5番目である。

### オセアニア

#### ニュージーランド
- 2004年 シビル・ユニオン法が成立
- 2013年4月17日 同性婚法（2013年結婚（結婚の定義）改正法（英語版））が成立[93] - この際、国民党の演説が大きく注目された[94][95][96][97]。
- 2013年8月19日 同法律、施行

#### オーストラリア
- 2004年 首相ジョン・ハワード首相は、オーストラリア人の同性結婚と海外の同様なシビル・ユニオンがオーストラリアの法律の下で結婚として認知されないよう、結婚法を改正することを提案した。これは結果的にオーストラリアでの同性結婚を禁止することになる。審議途中、労働党の反対に合うが、結果的には、自由党と労働党は同性結婚禁止の法案を支持。2004年8月13日に議会を通過した。

しかし、州レベルでは、ビクトリア州とサウスオーストラリア州の2つの州以外のすべての州が、若干のレベルでの同性間のパートナーシップを承認している。またウェスタンオーストラリア州、タスマニア州、オーストラリア首都特別地域 (ACT) では、アメリカのバーモント州のようにパートナー法が成立している。
- 2017年12月8日 同性婚合法化

オーストラリアでは2004年のジョン・ハワード政権における法改正で、結婚を異性間に限ることが明記されたため同性結婚は許可されていなかったが、2017年12月7日にオーストラリア連邦議会は同性結婚を合法化する法案を可決した（翌8日にピーター・コスグローブ総督が署名）。 オーストラリアの総督の認可の下、12月9日に法律が発効した（原則として実際に結婚が可能になったのは2018年1月からであるが特例が認められたとして12月中に結婚したカップルもいる）。 この動きは2017年9月から11月に政府が行った法的拘束力を持たない自主的な郵便調査によって同性愛者の結婚に「賛成」の意見が61.6％と半数を超えたことが大きなきっかけとなった。

##### タスマニア州
- 2003年 登録パートナーシップ法が成立

##### オーストラリア首都特別地域 (ACT)
- 2005年 シビル・ユニオン法（ニュージーランドの同法律が基盤）が成立
- 2008年 同法律、施行

### アジア

#### 中華民国
- 陳水扁（民主進歩党）政権の2003年、総統府で人権基本法に基づき、同性結婚を承諾する法律制定が提案された[104][105]。しかし閣僚の間で反対され、それ以来、法律制定が引き延ばされていた。
- 2006年、立法委員である蕭美琴が初めて立法院に同性婚法案を提出したが、法案通過は叶わなかった[106]。
- 2012年8月11日 同国初となる同性（女性カップル）による仏式結婚式が、北部の桃園県で執り行われた[107]。
- 2015年 台北市、高雄市、台中市が同性パートナー登録を制定。
- 2016年 台南市、桃園市、新北市、嘉義市、彰化県、宜蘭県、新竹県、嘉義県が同性パートナー登録を制定。
- 2017年5月24日 司法院が大法官会議で「同性結婚を認めないのは憲法が規定する婚姻の自由や平等権に違反する」という判断を示し、立法院に2年以内に民法を改正するよう求めた[108]。アジアで初めて同性婚の合憲性が認められることになった[108]。
- 2018年11月24日 同性婚・ジェンダーフリー教育などに関する5つの提案を含む国民投票実施。その結果、民法の改正により同性婚を保障する案が多数否決され、民法における「婚姻」の定義（一夫一妻の結合）を維持する案及び追加法案による同性婚を実現させる案が多数可決[109][110]。
- 2019年2月21日 専門法案「司法院釈字第748号解釈施行法」が行政院（＝内閣）で可決[111]。
- 2019年5月17日 専門法案「司法院釈字第748号解釈施行法」が立法院（＝国会）で可決[112]。法的に同性婚が認められるのはアジアでは初であり[113]、世界で27番目である。
- 2019年5月24日 同法第27条により、「司法院釈字第748号解釈施行法」施行[111]。

#### タイ
- 2018年12月25日 チャンオチャ軍事内閣は同性婚に準じた関係を認める「市民パートナーシップ法案」を閣議で決定した。ただし、政局不安定により、議会での承認の時期は未定[114][115]。
- 2024年3月27日
- 2024年6月18日 120日後法律、施行
- 2025年1月23日  法律、施行

## その他
世界の国家的には法的同性結婚・パートナーシップ制度認可国が数的少数派である中でも法的な同性結婚も認めている進歩的な国においても、相思相愛でも法的結婚禁止のままとなっている人間関係事例は、主に5例ある。第1に、近親婚の禁止（きょうだい婚やいとこ婚、親子婚など）、第2に一度でも直系姻族となった者との結婚の禁止、第3に一度でも養親子関係となった関係での結婚の禁止、第4に年齢要件による結婚禁止（婚姻開始年齢や婚姻適齢制度）、第5に重婚と複婚の禁止（一夫多妻婚・一妻多夫婚、三人婚、ポリアモリー婚など集団婚の禁止）がある。

近親婚
児玉聡京都大学大学院教授は同性結婚に賛成である。彼は、同性結婚に関する議論がされる法学界隈でも「近親婚規制の差別性」議論が少ないことを問題視している。児玉は同性結婚賛成派ならば同様に近親婚賛成派でもあるべきと指摘している。  彼と同じように考える質問者から、同性結婚と同じく「子供」関連理由で法的に認められていない近親婚も同性結婚賛成派ならば同様に認めるべきではないかとの意見が寄せられた。児玉は近親婚も法的に禁じられるべき理由はないとし、共に相互に自発的な愛があることを前提に、同性結婚と同様に認めるべきと回答している。世の中が同性愛に対しては過去よりも寛容になったのに比べて、近親関連には強い不寛容なままであり、克服する必要があると指摘している。イギリスでも同性結婚・パートナーシップ制度のように、兄弟姉妹など近親関係での結婚やパートナーシップ制度を認めるべきとの意見が出ている。

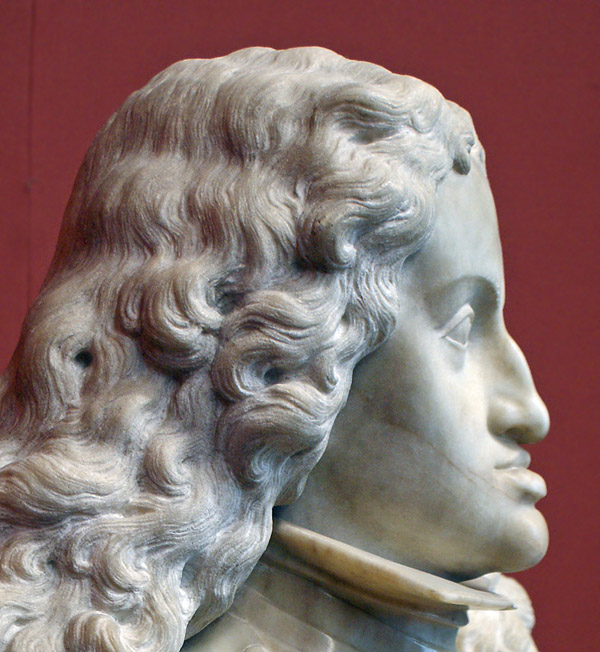
「ハプスブルクの顎」と呼ばれる下顎前突症の特性を持っていたカルロス2世の胸像

近親婚が同性結婚可能な国でも引き続き禁止されている理由は「先天的障害の発生率が上昇するから」である。最も著名な例にハプスブルク家があり、近親婚（血族婚）を重ねた結果、子供の多くが先天的障害を持っていたり、幼い時点での死亡するようになった。しかし、この理由は「結婚とは、国家持続のための子孫の生殖に法的保護や優遇を与えるための制度である」という同性結婚禁止国で同性同士だと法的結婚としては認可しない理由と同様であり、障害者差別でもあると指摘されている。この意見を補強する研究として、確かに近親婚は子女の先天的障害率が高くなるもの、ハプスブルク家のような近親婚を連続のケースを除き、特に一度の近親婚出産ならば認められるべきレベルの上昇率であることにある。

世界のいとこの結婚に関する法律
結婚が可能としている地域
宗教や文化に依存して許可している地域^{1}
地域社会に認められた上であれば可能としている地域
特別な場合を除いていとことの結婚を禁止している地域
刑罰を設けてはいないが法律上は禁止している地域
性関係が場合によっては性犯罪となりうるとしている地域
データなし
----
^{1}インド、ヒンドゥー教を参照。

いとこ婚（四親等の血族や姻族との結婚）については許可国が多々あるものの、四親等を近親婚に含めて禁止している国は依然して存在している。2024年3月時点で、「近親婚禁止範囲縮小」・いとこ婚（四親等婚）の解禁の是非が議論になっている韓国では、5親等以上からは遺伝的疾患発病の直接因果関係がない研究結果から解禁を賛成する意見が報道されている。
法的複婚

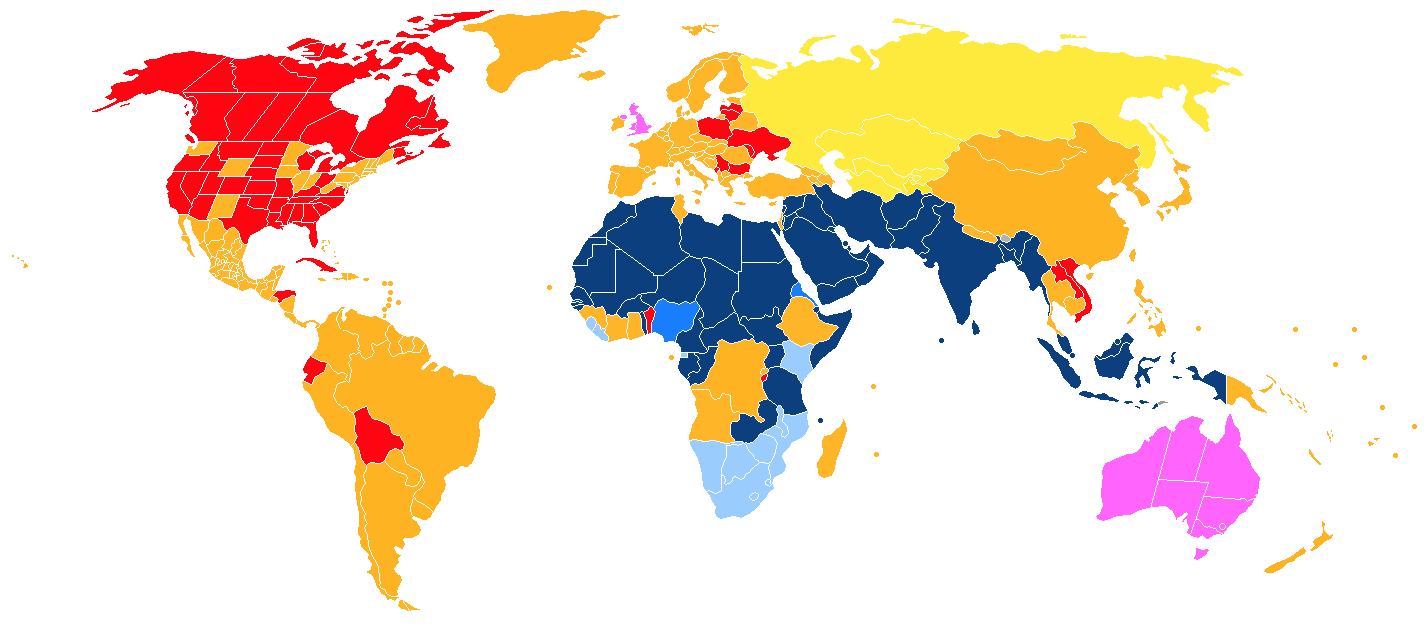
世界中の複婚の認否状況(2009年時点)：
民法上で認められる
一部の地域の民法上で認められる
海外で行われた複婚が認められる
慣習法で認めている
検討中
認識されていないため、違法ではない
違法だが黙認
違法、憲法上で禁止される

イスラム教国・イスラム教信者の多い地域では、同性結婚の可否とは逆に法的複婚（一夫多妻制）が認められてきた。例として、インドにおけるイスラーム教徒は約2億人が暮らし、世界でイスラム教徒人口が3番目に多い国で一夫多妻制を法的に認めてきた国である。そのインドでは2024年に一夫多妻制が禁止された際に、ムスリマ（イスラム教徒の女性）からは賛否双方の意見に分かれた。。
非イスラム教圏としては、南米コロンビアでは2016年に法的同性結婚を認めたことと同様に、翌2017年に同性愛者男性3人が、同時に複数の人と性愛関係を築く「ポリアモリー婚」を 
世帯として法的に認めた。同性愛者の権利活動家のヘルマン・リンコン・ペルフェティ弁護士によるとコロンビアでは3人以上の人間による内縁のポリアモリー関係の例は多かったが、法的に認められた初のケースとなった。
ブラジルでは2011年に同性結婚と同性における法的パートナー関係が認められているが、翌2012年8月に「3人婚」が初認可された。反対意見に対して「ブラジル家族機構」のマリア・ベレニーチェ・ディアス副理事は「3人婚」に対して、「個人的な関係性を尊重し、こうした多様な社会に暮らすことを学び、人によって異なる願望があることを認める」ことが必要だと支持表明した。

## パートナーシップ法がある国（地域）
以下はパートナーシップ法など、夫婦に準じる権利を同性カップルにも認める法律のある国や地域（上記の国も含む）を挙げる。
なお、以下に挙げる国や地域のパートナーシップ制度の中には、
- 同性カップルだけを制度の対象とし、異性のカップルを制度の対象としないもの。
- 同性カップルに限らず、異性のカップルにも制度の利用を認めるもの（男女が結婚する際に、事実上の夫婦別姓の1つの選択肢としても見做されているケースが多い[注釈 16]）。

の2種類が存在する。

### ヨーロッパ

#### イタリア
- 2004年〜2005年 8地域（トスカーナ州、ウンブリア州、エミリア＝ロマーニャ州、カンパニア州、マルケ州、ヴェネト州、プッリャ州、ラツィオ州）でフランスのPACSと同様の制度を導入。
- 2016年 シビル・ユニオン法（unione civile）が成立。当初の法案にあった同性カップルの養子縁組に関する規定は削除された。

#### チェコ
- 2006年3月15日 シビル・ユニオン法が議会を通過
- 2006年7月1日 同法律、施行

#### ハンガリー
- 2009年

#### マン島
- 2011年

#### ジャージー
- 2012年

#### ジブラルタル
- 2014年

#### クロアチア
- 2014年[66]

#### キプロス
- 2015年

#### フォークランド諸島
- 2017年

#### サンマリノ
- 2018年

#### バミューダ諸島
- 2018年

#### モナコ
- 2020年

#### モンテネグロ
- 2020年

#### ラトビア
- 2024年7月1日 同法律、施行

### アメリカ大陸

#### メキシコ

##### メキシコシティ
- 2006年 シビル・ユニオン法成立

##### コアウイラ州
- 2007年 シビル・ユニオン法成立

## 同性結婚を認めていない国における関連法制

### 日本
日本では同性愛をキリスト教・イスラム教・ユダヤ教などのように「逸脱した行為」等の宗教的異端として、法的に取り締まった歴史がないが、同性婚およびシビル・ユニオン制度は導入されていない。法的結婚ではないものの、民間団体による同性結婚は行われている。

#### パートナーシップ制度・利用組数
日本では2015年に初めて、同性カップルを「結婚に相当する関係」と認める「パートナーシップ証明書」を発行するために、東京都渋谷区で渋谷区男女平等及び多様性を尊重する社会を推進する条例が区議会本会議で可決・成立し、同2年4月1日より施行された。同年11月には、東京都世田谷区で「世田谷区パートナーシップの宣誓の取扱いに関する要綱」が制定された。パートナーシップ制度は、11月5日に渋谷区と世田谷区で同時に導入された。2020年9月30日時点で世田谷は128組、渋谷区は50組が利用している。
2017年6月1日、北海道札幌市で、政令指定都市初となるパートナーシップ制度が導入された。札幌市の2021年1月末で制度利用しているカップルは112組。詳細は戸籍上の性別女性同士75組、戸籍上の男性同士35組、戸籍上の性別異性間2組である。
2019年7月1日、茨城県で、都道府県初となるパートナーシップ制度が導入され、2020年9月30日時点34組が利用している。
2020年1月22日には、大阪府で、都道府県2例目となるパートナーシップ制度が導入され、2020年9月30日時点で46組が利用している。
導入県市区町村別利用組数一覧
2015 年の初制度導入から2020年2月時点で34の自治体が同性パートナーシップ制度を導入・利用は759組、2020年9月30日時点で64の導入自治体が全国で1501組が利用している。　　　
内訳（2020年9月30日時点）
北海道札幌市104、茨城県全域34、栃木県鹿沼市1、群馬県大泉町1、埼玉県さいたま市16、埼玉県川越市9、千葉県千葉市75、東京都港区8、東京都文京区6、東京都世田谷区128、東京都渋谷区50、東京都中野区63、東京都豊島区32、東京都江戸川区15、東京都府中市8、神奈川県横浜市113、神奈川県川崎市19、神奈川県相模原市11、神奈川県横須賀市17、神奈川県鎌倉市5、神奈川県小田原市6、神奈川県逗子市、1、神奈川県葉山町3、新潟県新潟市7、静岡県浜松市22、愛知県西尾市0、愛知県豊明市1、三重県いなべ市0、三重県伊賀市5、京都府京都市27、大阪府全域46、大阪府大阪市237、大阪府堺市21、大阪府貝塚市0、大阪枚方市11、大阪府富田林市2、大阪府大東市1、大阪府交野市1、兵庫県尼崎市12、兵庫県芦屋市1、兵庫県伊丹市2、兵庫県宝塚市10、兵庫県川西市0、兵庫県三田市3、奈良県奈良市3、奈良県大和郡山市0、岡山県岡山市5、岡山県総社市2、徳島県徳島市4、香川県高松市6、香川県三豊市3、福岡県北九州市13、福岡県福岡市77福岡県古賀市2、長崎県長崎市5、熊本県熊本市2、宮崎県宮崎市12、宮崎県木城町0、沖縄県那覇市33

#### 全国の自治体におけるパートナーシップ制度の導入
2015年、東京都渋谷区で同性パートナー条例が成立し、同じ東京都の世田谷区で同性パートナー要綱が制定され、両区でパートナーシップ宣誓書の受付が開始された。
2015年3月31日、同性カップルを「結婚に相当する関係」と認めるパートナーシップ証明書の発行を盛り込んだ、日本初の「同性パートナーシップ条例（正式名称「渋谷区男女平等及び多様性を尊重する社会を推進する条例」）」が渋谷区議会で可決されて成立し、4月1日に施行された。法的拘束力はないが、区営住宅での同居が保障されるほか、病院での面会など、パートナーとしての権利の一部が認められる。また、区民と区内の事業者は「最大限配慮しなければならない」としており、条例に違反した場合、是正勧告をしたうえで事業者名などを公表する場合もある。
その後、東京だけでなく全国の自治体にも拡大し、2020年4月1日までの5年間で、同性パートナーシップを導入した自治体は合計47（合計人口は3300万人を超え、日本の人口の4分の1以上をカバー）になった。さらに翌2021年4月1日時点で導入自治体は合計100（日本の人口の3分の1以上をカバー、政令指定都市では仙台市、静岡市、名古屋市〈2021年度導入予定〉、神戸市を除いて導入済み）に達している。

#### 同性婚訴訟
2019年2月14日、同性カップル13組が、同性間の結婚を認めていない民法と戸籍法の規定は憲法24条及び13条により保障される婚姻の自由を侵害し、憲法14条1項の保障する法の下の平等に違反するとして、国に対し立法不作為を理由とする損害賠償請求訴訟を東京、大阪、札幌、名古屋の4地裁に一斉に提訴した。同年9月5日には福岡地裁でも同様の訴えが提起された。2023年6月8日現在、5つの地裁のうち、札幌と名古屋が「違憲」、東京と福岡が「違憲状態」との判決を下している。
2021年現在、日本では、同性結婚を明示的に禁止する法律はないものの、民法や戸籍法の上では同性結婚の制度は設けられていない。そのため、養子縁組制度を同性結婚の代替的な機能を果たすものとして使用されてきた。近年は、同性結婚式を挙げる事例も増えつつある。
同性結婚が憲法上の権利であるかどうかに関しては、日本国憲法第24条1項に「両性の」「夫婦」とあるため、「同性結婚は憲法問題にならない」とする説がある一方で、第24条2項の「個人の尊厳」、第13条の「幸福追求権」、第14条1項の「性別に基づく差別の禁止」を根拠に、同性結婚を認めようとする見解もある。
「婚姻は、両性の合意にのみに基づいて成立し」という24条の文言が「同性」による婚姻を排除することを宣明する目的で書かれたのでないことも重要である。その文言の趣旨は、婚姻が当事者ではなく「親の合意」によって成立した日本の慣行を一掃することにあった。つまり「親の合意ではなく相互の合意に基づき」となっているため、この文言の力点は「両性」ではなく「合意のみ」にあるのであって、婚姻の成立の「当事者主義」っを打ち出しているのである。憲法24条は異性愛主義の条文ととらえるのは、憲法の妥当な解釈とはいえない。（三成美保『同性愛をめぐる歴史と法』明石書店）
2015年3月31日、東京都渋谷区議会本会議で、同性カップルを結婚に相当する関係と認め、「パートナー」として証明する渋谷区男女平等及び多様性を尊重する社会を推進する条例が、賛成多数で可決・成立した。採決結果は、定数34のうち自民党区議ら計11人が反対した。施行日は2015年4月1日。日本の自治議会では初の試みとなる。同条例では、男女平等や多様性の尊重をうたった上で、「パートナーシップ証明」を実施する条項が明記されている。パートナーシップを「男女の婚姻関係と異ならない程度の実質を備える関係」と定義。同性カップルがアパートの入居や病院での面会を断られるケースなどに配慮し、不動産業者や病院に対し、証明書を持つ同性カップルを夫婦と同等に扱うよう求めている。条例の趣旨に反する行為があり、是正勧告などに従わない場合は、事業者の名前を公表する規定も盛り込まれている。
2017年現在、公明党やみんなの党は、同性婚やパートナー制度には言及していないものの、「性的マイノリティー（少数者）の権利擁護を目指す」とする公約を発表している。日本維新の会は公約では触れていないが、「レインボープライド愛媛」が行ったアンケートで「同性結婚に賛成」と答えた。
2019年3月には、日本に長年にわたる日本人の同性パートナーがいることを理由としてアジア人男性の国外退去命令が取り消されている。
2019年6月3日、「同性同士で結婚できることを法律に明記するべきだ」として、民法を改正する法案（婚姻平等法案）を、立憲民主党、日本共産党、社民党の野党3党が6月3日、第198回国会衆議院に提出した。

#### その他
ライフネット生命保険が死亡保険金の受け取りに同性パートナーを指定できるようにしている。携帯電話会社では、同性パートナーを家族割引などの対象にできるようになった。
ソニーは同性のパートナーを持つ社員を慶弔や育児・介護休暇、結婚祝い金など福利厚生の対象に、パナソニックは社内同性結婚（同性婚）を認める方針と報道された。IOCのスポンサーである同社は、「性的差別を行わない」としたオリンピック憲章を尊重した。
2017年7月6日、東京都豊島区議の石川大我、世田谷区議の上川あや、中野区議の石坂わたる、文京区議の前田邦博、埼玉県入間市議の細田智也ら5人の地方議員が「LGBT自治体議員連盟」を設立した。性的少数者の人権を擁護する条例や施策を、地方議会を通じて全国の自治体に拡大していくことを目指す。同連盟には趣旨に賛同する全国62自治体の議員78人（元職も含む）も参加した。その後、同年10月9日に開かれたLGBT関連の撮影会で北海道滝川市議がカミングアウト。同年12月には京都府長岡京市議が市議会本会議でカミングアウトを行った。

### 中華人民共和国
中国社会科学院に所属する社会学者の李銀河が2003年・2005年・2006年に政治協商会議に対して同性結婚を許可する立法を請願したが、いずれも法案上程に必要な委員35人分の署名が得られなかった。
2017年10月1日、新しく改正した中華人民共和国民法により、そして「意定監護」の条例により、非血縁者の間でも契約でお互いの生活上の協力、財産分配、遺産相続を保障するようになった。
2019年7月、南京公証処により、「特別群体の意定監護」の実施方針を公表した。LGBTなどの性的少数派に、「意定監護」を通してお互いの看病、遺産相続などの権利を契約で保障することを勧めた。同年8月8日、北京公証処により、全国初の同性愛者の二人の男の「意定監護」の実施を公表した。

### イスラエル
1994年に非登録の同棲制度 (Unregistered Cohabitation)を制定した。
1996年までに配偶者控除、1998年以降、寡婦・寡夫控除、2000年までに年金に関する権利、2001年までにパートナーが生物学上の親である場合に限り、その子を養子縁組する権利が認められるようになった。裁判所は、同性カップルにさらなる権利を認める判決を下す傾向にあり、政府は、異性愛カップルに認められる権利の全てを同性愛カップルにも認められる方向で検討を進めている。

### ハンガリー
1996年に非登録の同棲制度が導入された。異性同士も利用可能、制度を利用したいカップルは、地方自治体役所の社会局に届け出が必要である。
ハンガリー政府は民法改正に伴い、2007年より非登録の同棲制度を利用しているカップルに対し、現行法で認められている権利の拡大を検討している（新制度については現在、法案作成中）。

### クロアチア
2003年に非登録の同棲制度が導入された。3年以上の交際関係にある同性同士に、未婚同棲中の異性同士に認められる相続権、経済的支援に関する権利などが付与される。同時に、性的指向に基づく差別を違法とする法律も制定された。

## 偽装結婚・悪用問題
異性間しか結婚を認めていない国でも犯罪目的等の結婚制度悪用はある。日本では、偽装結婚は、刑法で公正証書原本不実記載・同行使罪と規定されており、処罰対象である。偽装結婚の主なものとして、不法滞在や就労制限回避の永住権目的、遺産目当て等の愛の無い結婚などである。そして、同性同士の場合は偽装結婚なのかを判別する難易度が異性同士の結婚の場合よりも高い。日本において、国籍や永住権目当ての外国籍異性と偽装結婚しても、発覚・検挙されるのは上記の理由から嘘の結婚であることが裏付けやすいからである。逆に異性愛者同士でも目的のためなら同居や人前での同性愛者カップルのようなスキンシップは容易であり、音声や動画で証拠でもない限り、同性カップルの振りをしていても内心までは分からない。判別が難しいため、イングランドなど同性結婚相手や同性パートナーに永住権や類する権利を与える制度を導入した外国では犯罪組織や永住権目当ての外国籍者による同性結婚悪用が問題になっている。
同性結婚制度導入したイングランドでは、導入半年で摘発できただけでも偽装結婚数が前年度の3倍になった。イングランドのブレント区の評議会の登録国籍サービス責任者のマーク・リマーは、男性同士、女性同士どちらも同性カップルの場合でも、虚偽の同性愛者か、又は同性結婚制度悪用者であるかを見分けるのは、異性カップルが偽装結婚した時より難しいと語っている。
他にも同居だけでなく、養子を取るなど偽装同性結婚であることがバレないようにするために更なる工夫をしているケースが見られる。例えば、2014年3月からグレートブリテン及び北アイルランド連合王国（イギリス）の内、イングランドとウェールズでは同性婚が法的に認められたことて犯罪組織による制度悪用が問題になっている。他の英国地域では、スコットランドでは 同年2月に同性結婚を認める法案が可決され、同年末までに施行された。逆に、北アイルランドは行政長官が同性婚法を導入するつもりはないと述べていた。2014年9月22日にBBCは「Gay weddings targeted for UK citizenship（同性婚がイギリスの市民権獲得のための標的となっている）」と同年3月に施行された同性結婚制度の悪用について、報道している。イギリス内務省によると、同性結婚制度導入後に摘発数だけでも偽装結婚の数は3倍になった。ジェームズ・ブローケンシャー移民・安全保障大臣は、偽の同性愛結婚に関する調査を命じている。イギリスの同性結婚関連法律では、外国籍者が欧州連合ビザを保有する者と同性結婚した場合に、英国内における滞在権と就労権の在留資格を与えられている。この制度の悪用をビジネスとしている在ロンドンのルーマニア人犯罪組織について、BBCのインド系女性記者が「偽造同性愛結婚でイギリスへの不法滞在を望む」と偽ることで潜入取材し、英国における偽造同性結婚のありさまを報道している。偽造同性結婚ブローカーは、警察や移民官は「同性愛者」へ審査が甘いとし、「同性愛者だと言えばそれ以上追及されない、非常に簡単だ」と明かしている。

## 代理出産や養子などの法的同性カップルにおける子供に対する諸外国の法律
同性カップル、特に男性カップルが子供を手に入れるには、養子縁組や代理母出産利用が必要である。
しかし、同性結婚自体へ親和的な国でも男性カップルが子供を持つことへの厳しい規制がある。例えば、デンマークでは自前の子宮のある女性カップルによる精子バンク利用は合法であり、片方の女性とのみであるものの血の繋がりのある子供を持つことが容易である。しかし、自前の子宮がどちらも無い男性カップルの場合は、事実上血縁のある子供を持つことが禁止されている。2010年から男性カップルの養子縁組が認められているものの、デンマーク国内ではそもそも養子となるような孤児が皆無であり、外国人の孤児を手に入れる必要がある。しかし、南アフリカ以外の国は、男性カップル、特に外国人男性カップルへの養子縁組を許可していない。そのため、デンマーク国内法で違法だが金銭を用いた外国での代理出産で血縁のある子供を試みるケースが見られる。

## その他の国・地域

### アジア

#### 香港
最高裁判所である香港終審法院は同性カップルに対して異性カップル同様の待遇を求める判決を出した。

#### カンボジア
2004年、ノロドム・シアヌーク国王は同性カップルの結婚を承認する法律制定を支持すると発表した。しかし、その宣言以降、それを承認する立法措置への動きはない(2025年時点)。

#### ベトナム
ベトナムでは、2013年まで同性婚と重婚ののうに法的処罰対象であり、罰金刑が課されていた。しかし、2013年11月11日、罰金の対象から同性婚を削除し、非違法化することとなった。男性間および女性間の性的行為は非違法化とされているが、同性婚導入議論や法的保護制度は一切ない。上記の非違法化の際もハー・フン・クオン法相は、政府委員会の席で、「同性婚は禁止されるべきでもなく、認められるべきでもない」という非違法化するが法的同性婚は認めないとな考えを表明し、他の委員も賛成した。結婚・家族法の改訂案でも法的同性結婚は認めないと記載された。